# Алекс Салмонд
Александр Елліот Андерсон Салмонд, (англ. Alexander Elliot Anderson Salmond), більш відомий як Алекс Салмонд (англ. Alex Salmond, шотл. гел. Ailig Salmond; 31 грудня 1954, Лінлітгоу — 12 жовтня 2024) — шотландський політик, 4-й Перший міністр Шотландії з 17 травня 2007 до 18 листопада 2014, лідер Шотландської національної партії з 22 вересня 1990 до 26 вересня 2000 та з 3 вересня 2004 до 14 листопада 2014. Лідер Партії Альба (2021—2024).

## Життєпис
Закінчив Сент-Ендрюський університет. З 1980 по 1987 служив у Королівському банку Шотландії.
Салмонд перетворив ШНП у другу за значенням партію регіону. Незвично те, що Салмонд був депутатом Палати громад і не міг керувати фракцією націоналістів у Голіруді. Ця посада перейшла до його заступника. Після свого переобрання, він поставив собі за мету — посісти перше місце на регіональних виборах у 2007 р. І йому це вдалося.
18 вересня 2014 року відбувся референдум про незалежність Шотландії від Великої Британії. Явка на референдум склала 84,6 %, при цьому 55,3 % голосуючих висловилися проти незалежності Шотландії.
19 вересня 2014 року Алекс Салмонд ухвалив рішення про відставку в листопаді 2014 року.
На виборах 7 травня 2015 року був обраний до Палати громад від округу Гордон в Абердіні.
З 2017 року був ведучим програми The Alex Salmond Show на російському телеканалі RT. 24 лютого 2022 року, після початку російського вторгнення в Україну, оголосив про її призупинення.